# Victor Wégria
Pour les articles homonymes, voir Wégria.
Victor Wégria, né le 4 novembre 1936 à Villers-le-Bouillet en Belgique et mort le 5 juin 2008 à Liège en Belgique, est un footballeur international, actif durant les années 1950 et 1960, et entraîneur belge.
Il occupait le poste d'attaquant et a été sacré quatre fois meilleur buteur du championnat en 1959 (26 buts), 1960 (21), 1961 (23) et 1963 (24). Il est le père de l'ancien joueur et entraîneur Bernard Wégria.

## Carrière
Victor Wégria fait une première apparition en équipes « Premières » du Club Liégeois lors d'un déplacement au Willebroekse SV en Huitièmes de finale de la Coupe de Belgique 53-54, le dimanche 7 avril 1954. Ce jour-là, le « Great Old wallon », double champion national en titre s'aligne avec six titulaires potentiels absents, dont Pol Anoul et Louis Carré qui sont retenus avec les Diables rouges qui affrontent les Pays-Bas,... le même jour ! Les Sang & Marine sont éliminés (2-1).
Le jeune attaquant est confirmé dans son rôle pour la saison 1954-1955. Il côtoie des joueurs tels Léopold Anoul, Jean-Marie Letawe, Louis Carré ou Claude Croté. Titularisé à seulement 17 ans, il inscrit ses premiers buts officiels lors de ses deux premiers matchs. Ses bonnes prestations lui valent d'être appelé en équipe nationale belge dès 1957. Il termine meilleur buteur du championnat une première fois en 1958-1959 avec 26 buts inscrits, ce qui permet à son club de terminer vice-champion de Belgique à une longueur d'Anderlecht. Il est de nouveau le meilleur artificier de la compétition les deux saisons suivantes, et une quatrième fois en 1962-1963, faisant de lui le premier joueur à décrocher cette récompense individuelle à quatre reprises, un record qui ne sera battu qu'en 1986 par Erwin Vandenbergh.
Victor Wégria quitte le FC Liégeois en 1965 et rejoint les rangs du rival ancestral, le Standard de Liège. Il remporte le premier trophée de sa carrière, la Coupe de Belgique puis quitte le club après une seule saison. Il part terminer sa carrière au Racing de Jette, en Division 3. En 1962, il est engagé à l'athénée de Liège comme simple surveillant, à la sévérité peu appréciée des élèves, puis comme professeur d'éducation physique. Il prend sa retraite sportive en 1967 et se consacre ensuite à son métier d'éducateur.
Par la suite, il devient entraîneur des jeunes du Standard et de l'équipe première du RFC Liège à deux reprises. Il meurt dans la nuit du 6 juin 2008 à l'âge de 71 ans. Il est inhumé au cimetière d'Ans (Ans-Égalité).

## Palmarès

### Joueur
- International de 1957 à 1961 (5 matches et 2 buts marqués).
- Vainqueur de la Coupe de Belgique en 1966 avec le Standard de Liège.

### Entraîneur
- Finaliste de la Coupe de la Ligue Pro en 1973 avec le RFC Liège.

## Sélections internationales
Victor Wégria joue quatre rencontres avec les moins de 19 ans entre 1954 et 1957 et trois matches avec les espoirs entre 1956 et 1958. Il est repris pour la première fois avec les « Diables Rouges » le 8 décembre 1957 pour disputer un match amical contre la Turquie. Il n'est rappelé que quatorze mois plus tard, le 19 avril 1959, à l'occasion d'un déplacement amical aux Pays-Bas au cours duquel il inscrit son premier but. Il joue encore à trois reprises en équipe nationale jusqu'en 1961 et malgré sa régularité et ses quatre titres de meilleur buteur du championnat, il ne sera plus jamais appelé dans les années qui suivent.
Le tableau ci-dessous reprend toutes les sélections de Victor Wégria. Les matches qu'il ne joue pas sont indiqués en italique. Le score de la Belgique est toujours indiqué en gras.
| Date       | Compétition                                  | Adversaire | Lieu      | Score | Remarque    |
| ---------- | -------------------------------------------- | ---------- | --------- | ----- | ----------- |
| 8/12/1957  | Match amical                                 | Turquie    | Ankara    | 1-1   | 48e         |
| 19/04/1959 | Match amical                                 | Pays-Bas   | Amsterdam | 2-2   | But inscrit |
| 4/10/1959  | Match amical                                 | Pays-Bas   | Rotterdam | 9-1   |             |
| 2/10/1960  | Match amical                                 | Pays-Bas   | Anvers    | 1-4   | But inscrit |
| 15/03/1961 | Match amical                                 | France     | Colombes  | 1-1   |             |
| 22/03/1961 | Match amical                                 | Pays-Bas   | Rotterdam | 6-2   |             |
| 20/05/1961 | Éliminatoires Coupe du monde 1962 (Groupe 1) | Suisse     | Lausanne  | 2-1   |             |